# 番組 (奇面組)
番組（ばんぐみ）は、漫画『3年奇面組』『ハイスクール!奇面組』『フラッシュ!奇面組』に登場する架空の集団。

## 概要
初登場は読切『続3年奇面組参上』。連載での登場は『3年奇面組』「番組登場その1 わたしのソンケイする人物の巻」。校内で番を張っている集団。ニヒルな精神にのっとり、学校内のあらゆる権力に反発し続け、そうなることを目標とする集団。メンバー全員ケンカが強く、1人当たりで10人は用意しろと豪語するほど。遅刻早退の常連の不良集団であるが喫煙などはせず、ケンカ以外の卑劣な行為は行わない。メンバー全員は小学生の頃から面識があり、中学を2留している。アニメでの制服の色は群青色。
「キャラレル・ワールド」におけるパラレルワールドの番組は生徒会集団で、全員正規の学生服を着用している。また、天才集団の奇面組とは親しい間柄。
原作における2度目の受験では番創高を受けるものの、暴力沙汰で留年。翌年の受験で奇面組同様、一先高校を受験。後に応生高校との合併を経た一応高校に進学する。初期は奇面組を馬鹿にしていたが、高校生になってからは比較的友好関係となる。

## メンバー
似蛭田 妖（にひるだ よう）
声 - 大塚芳忠
昭和39年生まれ 身長：175cm 体重：65kg 血液型：A型 苦手なもの：オカマ、お世辞
番組のリーダー。髪の色は原作・アニメ共に緑色。いつも前髪に目が隠れているが、鋭い目をしている。クールな性格で権力を振り回す人間を何よりも嫌う。高校進学後は番長格になっている。ケンカ好きで制服は無視、遅刻早退の常連であり、校則違反はしょっちゅうだが、卑怯・姑息なことが嫌いで、学校でタバコを吸う生徒に注意するなど男らしくまともな面も持つ。また一般生徒である唯が他校の生徒に絡まれていた時や、車に轢かれそうになった一平を救うなど、正義感は強い。
ケンカの実力はボクシング部をまとめて倒すほどであり、電柱を砕くほどのパンチ力を見せている。『3年』時代はひまわり・ちゅーりっぷ兄弟に負けることもあったが、夏祭りで一平らを相手にインチキ商売をする彼らを退治したこともある。
雲童塊に対しライバル意識が強く、スポーツ大会の際に一緒に張り合うことが多い。喧嘩で鍛えた腕力や瞬発力を駆使してスポーツもかなりこなせるが、水泳では息継ぎができない（ただし『3年』でのエピソードでは75メートルまで泳ぎ切り、『ハイスクール!』の臨海学校編では設定がない模様）。また、校内バスケットボール大会では反則技を連発していた。オカマが苦手であるが、大に絡まれることが多い。
校内では常時革ジャンを着用している。冬場はズボンの下に股引を穿いており、邪子とケンカのタイマン勝負をした際、ベルトを抜き取られてズボンが落下、隠していた股引着用が露呈されて恥ずかしがっていた。
『ハイスクール!』後半には出番が激減したにもかかわらず人気投票で上位を維持し、そのことに対して自分で首をかしげるコメントがある。
校内異種格闘技戦ではケンカ代表として出場し、暴走族代表（本名不明）を倒すが、世界市強に「鉄柱直撃脳天砕き」を繰り出すも下敷きになり敗れる。
高校卒業後の進路はプロボクサーを目指してボクシングジムに通っている。
『帰ってきた』では小学校時代、不良を投げ飛ばす中学時代の事代作吾に憧れを持っていたことが判明。
『フラッシュ!』では強引なナンパを受けていた唯と千絵を救っており、感謝された際は「気に入らねぇヤツを見過ごせないだけ」とテレながら述べていた。また前作にも登場した番長グループ・手目小野若蔵とも絡みがあり、異様に顎が長いことを見て嗤っていた。その話では「中学の時から周りが勝手に番組と呼び始めた」と語っている。番長とは力比べで対決するシーンがあり、どっちが上かなど興味はなかったが唯と千絵が人質に取られたので勝負の場に立つこととなった。結局は引き分けとなり、番長を「絶滅しそうな動物」と恥ずかしそうに彼を認識していた。
モデルは『サイボーグ009』の002と004、目はマジンガーZ。
名の由来は「ニヒルだよぅ」。
中須藤 臣也（なかすどう おみや）
声 - 戸谷公次
身長：180cm 体重：70kg
サブリーダー。上半身裸の上からガクランを羽織っている姿と長髪（原作では黒、アニメではオレンジ）が特徴。2回目の入学試験では彼が試験官の股を外したことが原因で不合格になったと語る。
第1回人気投票ではベスト10入りしたことがあり、御女組の三段原幾重と共に「うそで賞」を受賞した。そのため、メンバーの1人にもかかわらずピンナップが掲載された。
名の由来は「泣かすど、おみゃあ（名古屋弁で「お前」）」。名前は作者自身が「我ながら上出来」と語っている。
米利 堅作（めり けんさく）
声 - 堀川亮
身長：170cm 体重：60kg
リーゼントヘアが特徴（漫画では黒、アニメでは金髪）。小柄な割にケンカの強さに自信があり、初期は目立たなかったが、後半は頭の切れる面も見せた。ボクシング部の芦田野路男に倒されたことがある（アニメでは補習の帰りに）。
名の由来は「メリケンサック」。
城亥 乱人（じょうがい らんと）
声 - 佐藤正治
身長：170cm 体重：60kg
サングラスとリーゼントが特徴の怖そうな外見とは裏腹に、メンバーの中で一番間抜けな性格をしていて、余計な一言で妖にキャメルクラッチなどプロレス技をかけられる場面が多い。サングラスの下の素顔は描かれていないが、『3年』のバスケットクラスマッチでは、豪に蹴られた弾みでサングラスが外れる描写が一コマだけある。
名の由来は「場外乱闘」。
田打 肥（たぶち こえる）
声 - 塩屋浩三
身長：200cm。体重：200kg
番組随一の巨漢。その巨体を活かして、力仕事やブラインドの役割を担う。妖の陰口を叩いた担任の西南会造（アニメでは色音好）を軽々と抱き抱え、校舎外の冬のプールに放り投げたこともある。重量のある体躯に加え長身でもあるため、『3年』のバスケット大会クラスマッチで奇面組と対戦した際にはセンタージャンプを務め、仁を一撃で吹っ飛ばした。腕力には人一倍自身のあるリーダーの妖も、「おめえとはさすがにウエイトの差があり過ぎる」と腕相撲を拒否する程の怪力の持ち主。「SLIM」と書かれたシャツを着ていることが多い。
高校卒業後、相撲部屋に入った。
名の由来は不明。「田打」という苗字だけは投稿作品時から決まっており、他のメンバー同士が名前で呼ばれる中、彼は苗字で呼ばれる。

## 番外編での番組
「ちょっとSFシリーズ」ではチトタリン王国防衛基地「イチオウ・ベース」の部隊チーム・ナンバー4地軍部隊「バン」として登場。専用マシンは地底戦車「ヌンチャ4」。
「刑事編」では妖が容疑者候補の一人として、乱人が冒頭で取調べでシラを切る容疑者として登場。
読切『3年奇面組場外編 ひまわり・ちゅーりっぷ』ではプロレスラーの血を採取する観客として登場。
『帰ってきたハイスクール！奇面組』では、メンバーが幼少期の頃に、お花見の桜の木の下で集まっていた。

## 補足
奇面組と反対に好戦的な集団としてデザインされ、組名は「番長組」ではピンとこないため、長を取り番組にした。また古典的な学ラン集団を避けるため妖は私服にしたという。